# Angers Sporting Club de l'Ouest 2013-2014
Questa voce raccoglie le informazioni riguardanti la squadra femminile dell'Angers Sporting Club de l'Ouest nelle competizioni ufficiali della stagione 2013-2014.

## Rosa
| N. |                      | Ruolo | Calciatore            |
| -- | -------------------- | ----- | --------------------- |
| 1  | Francia (bandiera)   | P     | Grégory Malicki       |
| 2  | Guinea (bandiera)    | A     | Mohamed Yattara       |
| 3  | Francia (bandiera)   | D     | Stevie Riga           |
| 4  | Francia (bandiera)   | D     | Jérémy Hénin          |
| 5  | Francia (bandiera)   | D     | Fabien Boyer          |
| 6  | Francia (bandiera)   | D     | Gaël Angoula          |
| 7  | Francia (bandiera)   | C     | Olivier Auriac        |
| 8  | Mali (bandiera)      | C     | Ismaël Keïta          |
| 9  | Francia (bandiera)   | A     | Richard Socrier       |
| 10 | Argentina (bandiera) | C     | Diego Sebastián Gómez |
| 11 | Francia (bandiera)   | C     | Ludovic Gamboa        |
| 12 | Francia (bandiera)   | C     | Bilel El Hamzaoui     |
| 13 | Francia (bandiera)   | A     | Khaled Ayari          |
| 14 | Senegal (bandiera)   | C     | Pape Macou Sarr       |

| N. |                    | Ruolo | Calciatore              |
| -- | ------------------ | ----- | ----------------------- |
| 15 | Marocco (bandiera) | C     | Rayan Frikeche          |
| 17 | Brasile (bandiera) | C     | Jonas Henrique Pessalli |
| 18 | Guinea (bandiera)  | D     | Ibrahima Diallo         |
| 19 | Francia (bandiera) | A     | Jérémy Blayac           |
| 20 | Francia (bandiera) | C     | Charles Diers           |
| 21 | Mali (bandiera)    | D     | Djibril Konaté          |
| 23 | Marocco (bandiera) | C     | Alharbi El Jadeyaoui    |
| 24 | Francia (bandiera) | C     | Romain Thomas           |
| 25 | Francia (bandiera) | D     | Arnold Bouka Moutou     |
| 27 | Francia (bandiera) | C     | Sofiane Boufal          |
| 29 | Francia (bandiera) | C     | Vincent Manceau         |
| 30 | Francia (bandiera) | P     | Alexandre Letellier     |
| 32 | Francia (bandiera) | C     | Yohann Eudeline         |